# Hòa Lạc, An Giang
Hòa Lạc là một xã thuộc tỉnh An Giang, Việt Nam.
Xã Hòa Lạc có diện tích 41,11 km² dân số năm 2025 là 30,868 người, mật độ dân số đạt 751 người/km².

## Địa lý
Xã Hòa Lạc có vị trí địa lý:
- Phía đông giáp xã Chợ Vàm
- Phía đông bắc giáp xã Phú Lâm
- Phía tây giáp xã Mỹ Đức , Phường Châu Đốc qua sông Hậu
- Phía nam giáp xã Bình Thạnh Đông
- Phía bắc giáp xã Châu Phong

Địa hình: Hòa Lạc nằm trên độ cao từ 1 đến 2 mét thuộc vùng đồng bằng phù sa màu mỡ, với hệ thống sông ngòi chằng chịt. chủ yếu là loại đất phù sa.

## Lịch sử
Dưới thời Việt Nam Cộng hòa, xã Hòa Lạc thuộc quận Châu Phú, tỉnh Châu Đốc.
Sau năm 1975, xã thuộc huyện Phú Tân, tỉnh An Giang.
Ngày 25 tháng 4 năm 1979, các ấp Hòa Bình và Hòa An của xã Hòa Lạc được tách ra để thành lập xã Phú Thành.
Ngày 1 tháng 7 năm 2025, Nghị quyết, Quyết định sáp nhập đơn vị hành chính chính thức có hiệu lực, xã Hòa Lạc mới được thành lập trên cơ sở sáp nhập dựa trên toàn bộ diện tích tự nhiên, dân số 2 xã Hòa Lạc (cũ) và Phú Hiệp thuộc huyện Phú Tân (cũ). 
Xã Hòa Lạc sau sáp nhập có diện tích 41,11 km² dân số năm 2025 là 30,868 người, mật độ dân số đạt 751 người/km².

## Hành chính
Xã Hòa Lạc được chia thành 10 ấp: Hòa Bình 1, Hòa Bình 2, Hòa Bình 3 (ấp trung tâm), Hòa Hưng 1, Hòa Hưng 2, Hòa Lộc, Hòa An, Hòa Hiệp, Hòa Lợi, Hòa Phát.

## Văn hóa
- Dân tộc Kinh chiếm đa số.
- Các cơ sở tôn giáo: Đình thần Hòa Lạc, Miếu Lịnh Ngài, Chùa Hòa Hưng Tự.
- Người dân theo đạo Phật giáo Hòa Hảo chiếm đa số, ngoài ra còn có các tôn giáo khác.

## Kinh tế
Tốc độ tăng trưởng GDP bình quân hàng năm giai đoạn 2001-2005 là 10,79%. Năm 2005,
Ngoài ra, phát triển trung tâm chợ Thơm Rơm và đặc biệt là chợ Hoà Lạc rất sầm uất là cửa ngõ kết nối giao thương giữa Thành phố Châu Đốc và Trung tâm Huyện.
Với tiềm năng vốn có từ sông Hậu, kinh tế phát triển ngoài nông nghiệp mà xã còn đầu tư lớn nuôi trồng thủy sản cá tra, cá lóc cùng các nhà bè trên sông tập trung ở ấp Hòa Bình 3 và Hòa An. Đây là nguồn lợi mang đến thu nhập cao cho người dân. 

## Y tế
Xây mới cơ sở y tế (tọa lạc tại ấp Hòa Bình 2) và hoạt động cuối năm 2019.

## Hình ảnh

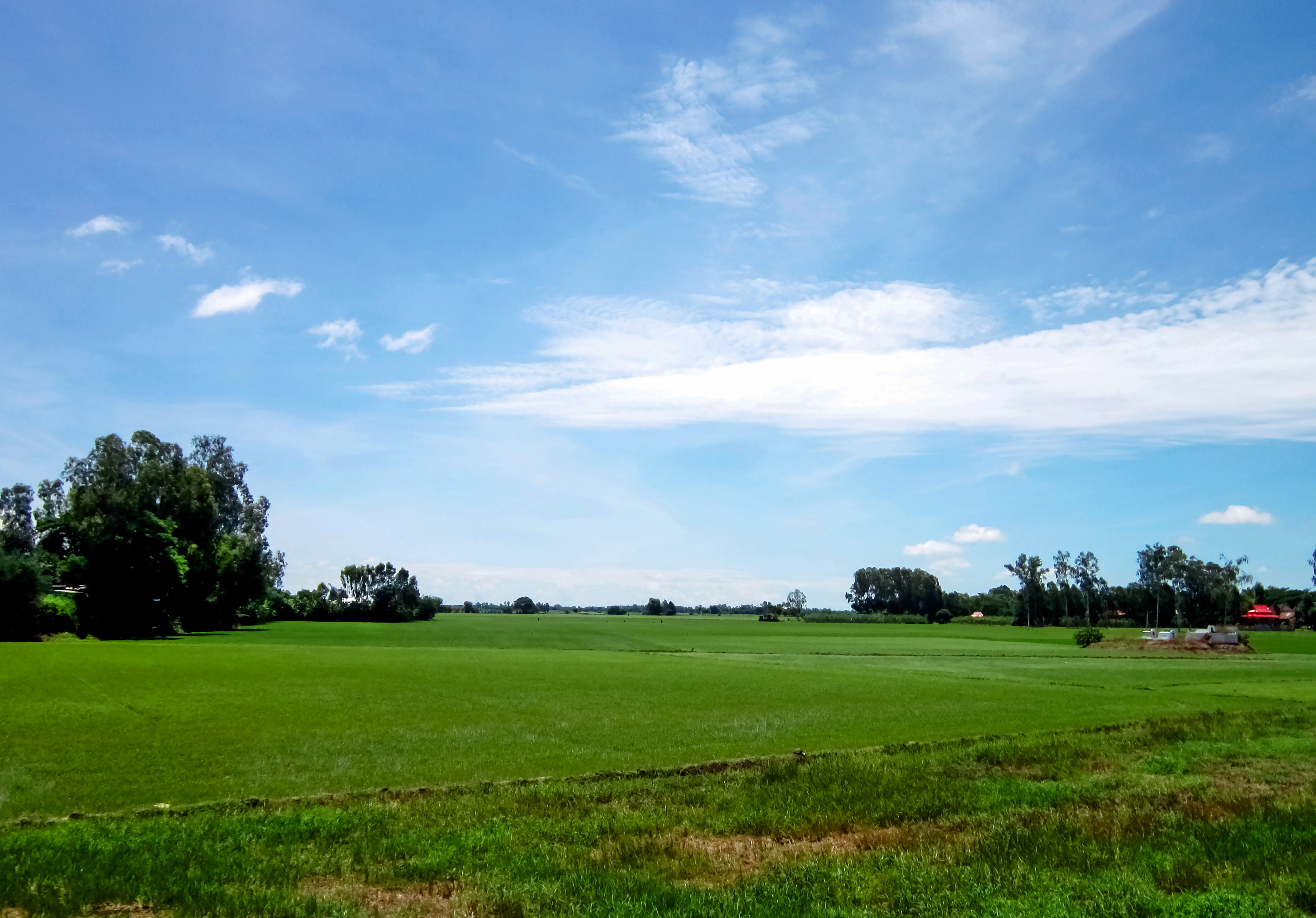
Một đồng lúa ở xã Hòa Lạc.
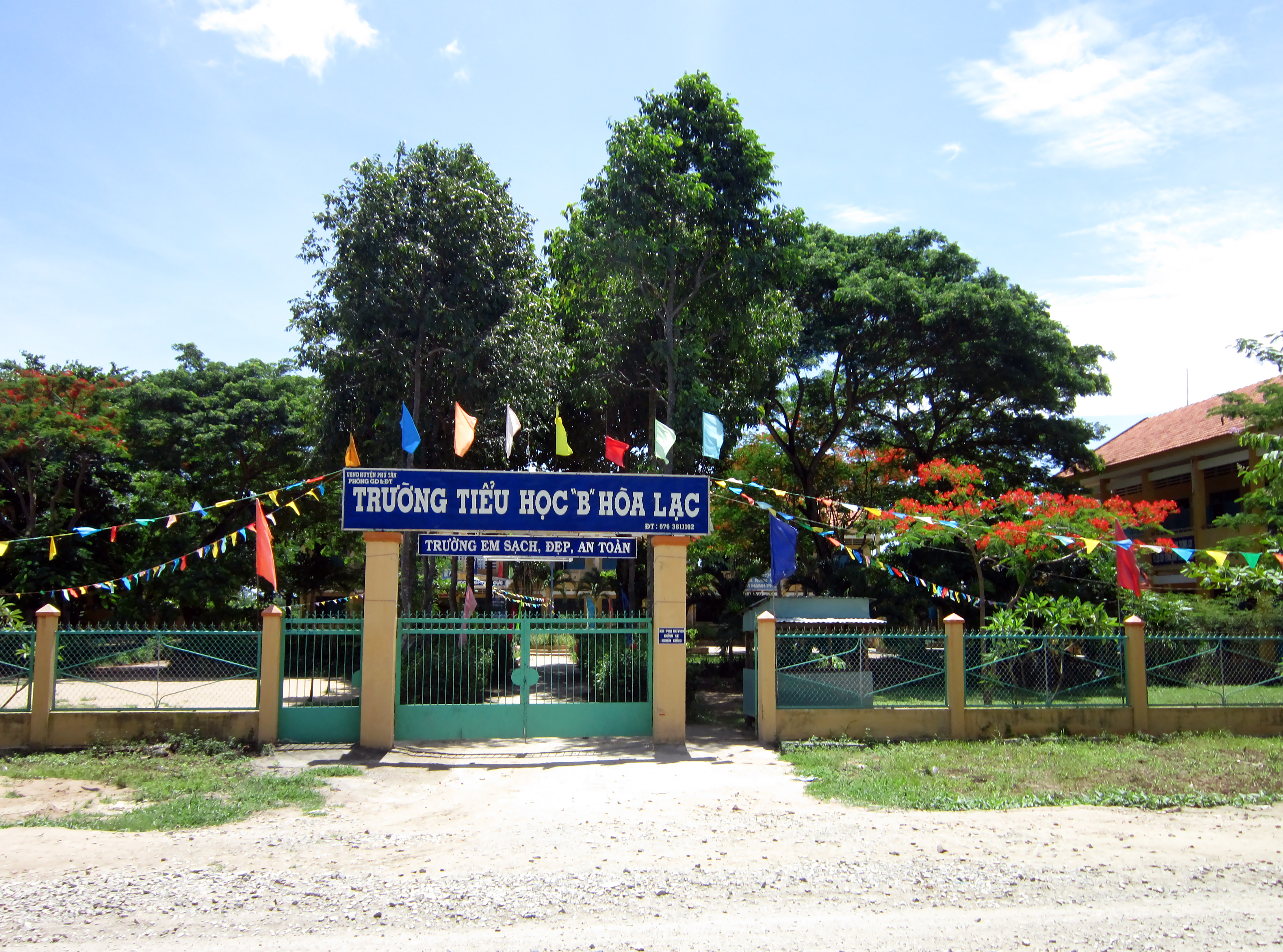
Trường Tiểu học B Hòa Lạc.
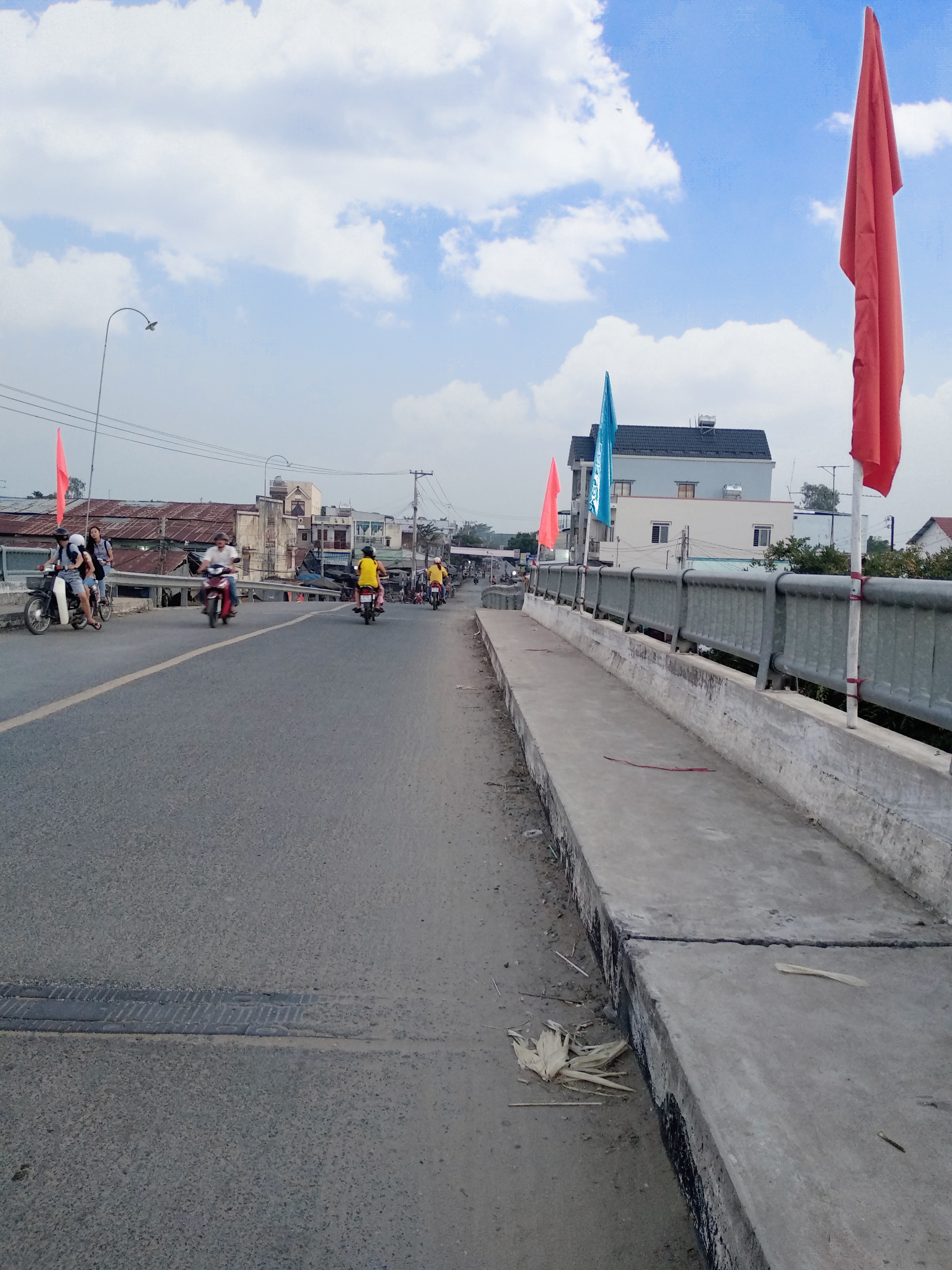
Cầu Hoà Lạc tại ấp Hoà Bình 3